# Albert Paulis
Pour les articles homonymes, voir Paulis.
Albert Paulis (né à Liège le 9 janvier 1875, mort à Bruxelles le 18 octobre 1933) est un officier de l'armée belge, explorateur et homme d'affaires en Afrique centrale. Il est un des créateurs des chemins de fer des Uele au Congo.

## Biographie
Albert Adelin Alexandre Paulis, né à Liège le 9 janvier 1875, est le fils d'Adelin Paulis, lieutenant-colonel d'artillerie, et de Françoise Marchandise. Il a 16 ans lorsque son père décède en 1891. Le 3 décembre 1907, de retour d'Afrique, il épouse à Liège Joséphine Fraikin, fille de Jean Louis Fraikin, industriel.
Il s'engage dans l'armée belge suivant en cela l'exemple paternel et est admis à l'École militaire en octobre 1892. Il en sort sous-lieutenant dans l'artillerie en juin 1898. Il est nommé lieutenant en 1902 dans le 4e régiment d'artillerie.
Le 31 juillet 1902, il s'embarque à bord du Philippeville pour l'État indépendant du Congo en tant qu'adjoint du commandant Charles Lemaire. L'expédition du commandant Lemaire au Bhar-El-Ghazal au Soudan est destinée en partie à des observations scientifiques et en partie à une reconnaissance territoriale en direction du Nil. Il fonde le poste d'Ire sur l'Uélé et séjourne quatre ans dans la région qu'il parvient à pacifier. Il fait la reconnaissance de la rivière Gel (aussi appelée Méridi) et y délimite la frontière anglo-congolaise. En 1905, Lemaire rentre en Europe et Paulis le remplace en tant que commandant de la mission. En prédisant une éclipse lunaire le 19 février 1905, il prend l'ascendant sur les chefs de tribus, et prend le contrôle de zones qui étaient jusque-là hostiles. Cet épisode pourrait avoir inspiré Hergé pour son aventure de Tintin, Le Temple du Soleil. Il établit différents postes en Afrique centrale, qui sont par la suite repris par les Anglais.

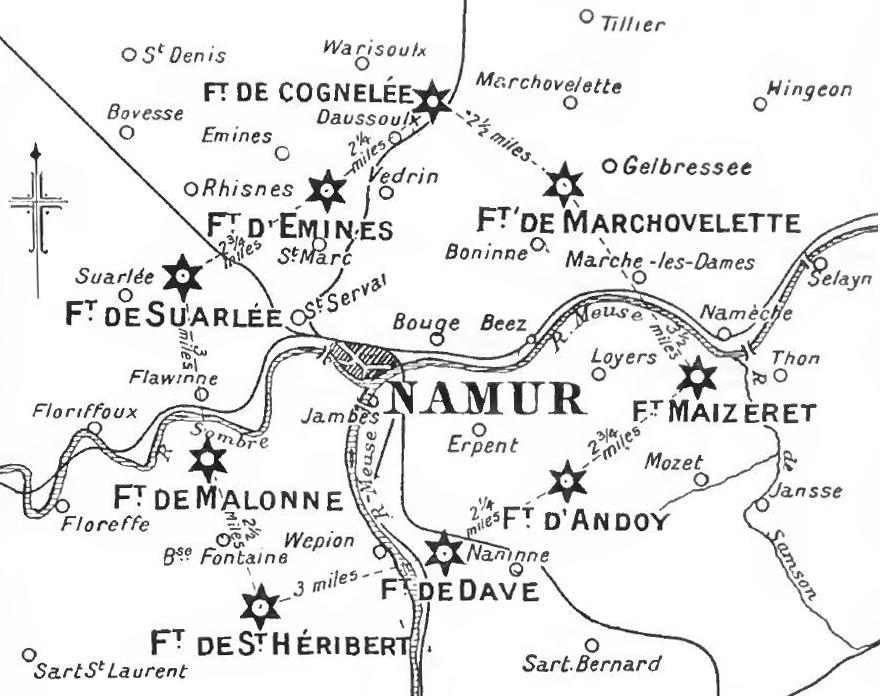
La Position fortifiée de Namur en 1914.

Fin 1906, il rentre en Europe et reste encore à l'administration de l'État indépendant du Congo une année.
En 1907, il entre dans le monde des affaires en fondant la Société coloniale de construction (Socol) spécialisée dans la construction de voies de chemin de fer. De 1909 à 1914, cette société construit les voies de chemin de fer pour relier le Katanga au reste du réseau ferroviaire congolais.
Lors de la Première Guerre mondiale, il reprend du service comme capitaine-commandant dans l'armée belge. Il prend le commandement de quatre batteries composées de vieux canons de 87 mm qui sont engagées  le 22 août 1914 à Marchovelette lors du siège de la Position fortifiée de Namur par l'armée allemande. Il y est cité à l'ordre du jour de l'armée pour la courageuse résistance de ses batteries face aux « Grosses Bertha »  allemandes. Par la suite, il commande un groupe d'artillerie de la 3e division d'armée sur le front de l'Yser et participe à l'offensive libératrice des Flandres en 1918. À la fin de la guerre en novembre 1918, il est colonel puis prend sa pension de l'armée en 1919.
C'est alors que le nouveau ministre des Colonies, Louis Franck, fait appel à lui comme chef de cabinet en novembre 1918, poste dont il démissionne en 1921.
Dans la sphère privée, il ajoute dans les années 1920 une série de mandats dans diverses sociétés coloniales à ses activités dans la Socol : en particulier dans la Société commerciale et Minière du Congo (Cominière) et ses nombreuses filiales au Congo. C'est ainsi qu'il intervient dans la Société des Chemins de Fer Vicinaux du Congo (Vicicongo) et est administrateur dans les chemins de fer vicinaux du Congo, dans la Société coloniale d'électricité (Colectric) et dans la Compagnie commerciale belgo-africaine (Combelga), etc.
En 1925, son expérience dans le monde des affaires et dans la diplomatie est mise à contribution par la Société des Nations pour régler un conflit frontalier entre la Turquie et l'Irak.
À la suite de son décès le 18 octobre 1933, ses funérailles ont lieu le 20 octobre 1933 et il est inhumé au cimetière de Robermont à Liège.

## Hommages et distinctions
La ville d'Isiro au Congo, construite à partir de 1934, a été appelée Paulis en son honneur.
Parmi les nombreuses distinctions belges et étrangères, il a été fait :
- Commandeur de l'ordre de Léopold (Belgique) ;
- Commandeur de l'ordre de la Couronne (Belgique) ;
- Croix de guerre 1914-1918 avec palmes (Belgique) ;
- Médaille de l'Yser (Belgique) ;
- Médaille de la Victoire (Belgique) ;
- Officier de l'ordre royal du Lion (État indépendant du Congo) ;
- Chevalier de l'ordre de l'Étoile africaine (État indépendant du Congo) ;
- Chevalier de la Légion d'honneur (France).